# Małgorzata Handzlik

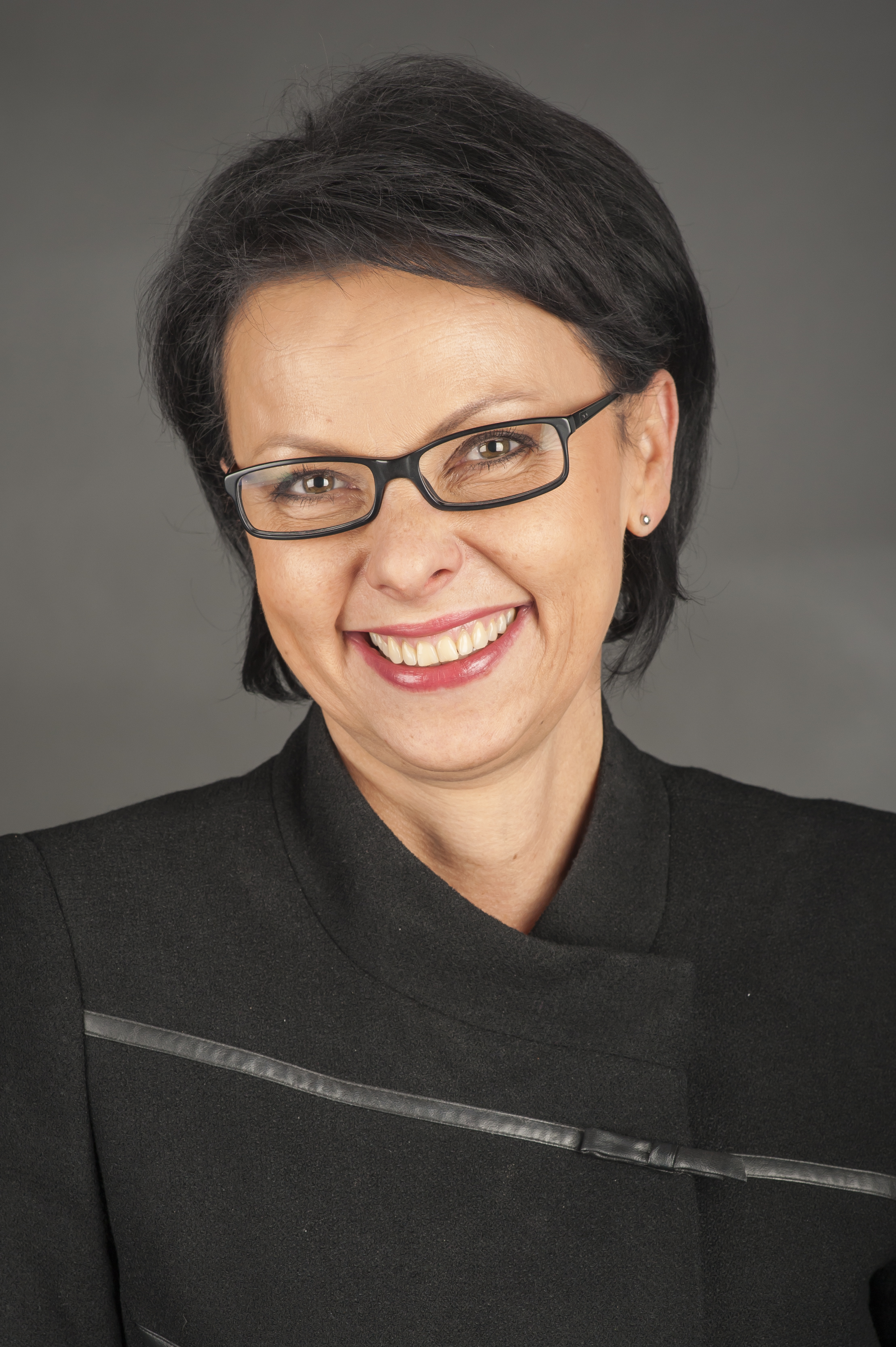
Małgorzata Handzlik 2014

Małgorzata Maria Handzlik, geborene Czauderna (* 1. Januar 1965 in Bielsko-Biała) ist eine polnische Politikerin der Bürgerplattform.

## Leben
Handzlik studierte Geografie an der Schlesischen Universität Kattowitz. Handzlik war von 2004 bis 2014 Abgeordnete im Europäischen Parlament.